# Municipio de Richardson (Nebraska)
El municipio de Richardson (en inglés: Richardson Township) es un municipio ubicado en el condado de Butler en el estado estadounidense de Nebraska. En el año 2010 tenía una población de 424 habitantes y una densidad poblacional de 4,54 personas por km².

## Geografía
El municipio de Richardson se encuentra ubicado en las coordenadas 41°5′22″N 96°57′57″O / 41.08944, -96.96583. Según la Oficina del Censo de los Estados Unidos, el municipio tiene una superficie total de 93.39 km², de la cual 92,78 km² corresponden a tierra firme y (0,66 %) 0,61 km² es agua.

## Demografía
Según el censo de 2010, había 424 personas residiendo en el municipio de Richardson. La densidad de población era de 4,54 hab./km². De los 424 habitantes, el municipio de Richardson estaba compuesto por el 99,53 % blancos, el 0,24 % eran de otras razas y el 0,24 % eran de una mezcla de razas. Del total de la población el 0,71 % eran hispanos o latinos de cualquier raza.